# Leschères-sur-le-Blaiseron
Leschères-sur-le-Blaiseron è un comune francese di 98 abitanti situato nel dipartimento dell'Alta Marna nella regione del Grand Est.

## Società

### Evoluzione demografica
Abitanti censiti